# Wheat Ridge, Colorado
Wheat Ridge, Colorado là một thành phố thuộc quận, tiểu bang Colorado, Hoa Kỳ. Thành phố có diện tích km², dân số thời điểm năm 1/7/2006 theo ước tính của Cục điều tra dân số Hoa Kỳ là 31.242 người2.